# Fußball-Landesliga Niedersachsen (1979 bis 1994)
Die Landesliga Niedersachsen war zwischen 1979 und 1994 die zweithöchste Spielklasse im niedersächsischen Männerfußball. Sie war auf der fünfthöchsten Ebene im deutschen Ligensystem angesiedelt.

## Geschichte und Modus
Im Jahre 1979 führte der Niedersächsische Fußballverband eine umfassende Ligenreform durch. Die bislang Landesliga genannte höchste Spielklasse des Landes wurde in Verbandsliga umbenannt. Die bisherige viergleisige Verbandsliga als zweithöchste Spielklasse des Landes wurde aufgelöst und durch eine zweigleisige Landesliga ersetzt.
Die Landesliga bestand aus zwei Staffeln mit jeweils 16 Mannschaften. Die Einteilung erfolgte zunächst streng nach der Bezirkszugehörigkeit eingeteilt. So spielten Mannschaften aus den Bezirken Weser/Ems und Hannover in der Landesliga West und Mannschaften aus den Bezirken Lüneburg und Braunschweig in der Landesliga Ost. Diese strikte Einteilung wurde später aufgehoben. Beispielsweise spielten die SpVgg Preußen Hameln und der VfV Hildesheim sowohl in der West- als auch in der Oststaffel. Die beiden Staffelsieger stiegen in die Verbandsliga auf. Sechsmal kam es vor, dass die Vizemeister in einem Entscheidungsspiel einen dritten Aufsteiger ermittelten. In der Regel stiegen die zwei letztplatzierten Mannschaften beider Staffeln in die jeweilige Bezirksoberliga ab.
Mit der Ligenreform von 1994 wurde die zweigleisige Landesliga abgeschafft. Bis auf die jeweils beiden Tabellenletzten qualifizierten sich die Mannschaften für die neue zweigleisige Niedersachsenliga. Die bisherigen Bezirksoberligen wurden in Landesligen umbenannt und bildeten nun die zweithöchste Spielklasse Niedersachsens.

## Die Meister
| Jahr | West                    | Ost                       |
| ---- | ----------------------- | ------------------------- |
| 1980 | TSV Havelse             | VfR Osterode 08           |
| 1981 | Friesen Hänigsen        | VfL Seesen                |
| 1982 | Blau-Weiß Lohne         | Germania Walsrode         |
| 1983 | Kickers Emden           | SVG Einbeck               |
| 1984 | TuS Lingen              | SC Uelzen 09              |
| 1985 | ASC Nienburg            | SV/MTV Winsen/Luhe        |
| 1986 | Hannover 96 Am.         | SpVgg Preußen Hameln      |
| 1987 | SpVg Aurich             | VfV Hildesheim            |
| 1988 | Kickers Emden           | Eintracht Braunschweig II |
| 1989 | SC Harsum               | TuS Celle                 |
| 1990 | TuS Lingen              | MTV Gifhorn               |
| 1991 | Hannover 96 Am.         | VfR Langelsheim           |
| 1992 | BV Cloppenburg          | Rot-Weiß Steterburg       |
| 1993 | Sportfreunde Ricklingen | SV Südharz                |
| 1994 | FC Schüttorf 09         | SSV Vorsfelde             |

## Entscheidungsspiele um den dritten Aufstiegsplatz
Die Vizemeister ermittelten sechsmal in einem Entscheidungsspiel auf neutralem Platz den dritten Aufsteiger in die Verbandsliga. Die Sieger sind fett geschrieben. Das erste Entscheidungsspiel war im Nachhinein bedeutungslos, da eine niedersächsische Mannschaft aus der Oberliga Nord abstieg und nur eine in die Oberliga Nord aufstieg.
| Jahr | West             | Ost                     | Ergebnis  |
| ---- | ---------------- | ----------------------- | --------- |
| 1980 | Rot-Weiß Damme   | FC Grone                | 1:0       |
| 1982 | VfL Herzlake     | TuS Bodenteich          | 4:1       |
| 1985 | Rot-Weiß Damme   | TSV Verden              | 0:2       |
| 1986 | TuS Esens        | Sportfreunde Salzgitter | 3:1       |
| 1990 | SV Wilhelmshaven | Rot-Weiß Steterburg     | 3:2       |
| 1992 | SV Wilhelmshaven | SV Südharz              | 3:1 n. V. |